# AO Cercle Mbéri Sportif
Maillots
Actualités
L'AO Cercle Mbéri Sportif est un club de football gabonais, basé à Libreville.

## Histoire
Le club est fondé en 1996 à Libreville la capitale du Gabon. Lors de la saison 2000, l'équipe est promu dans le 
Championnat National D1. Les années suivantes, le club occupe souvent le milieu du tableau, à partir de la saison 2006, cependant, l'équipe joue souvent contre la relégation. Lors de la saison 2017-2018, elle se qualifie pour la première fois pour les éliminatoires du championnat et ne sera battue qu'en finale. Cela a été réalisé à nouveau lors de la saison suivante, en 2018-2019, où après cinq matchs joués le club remporte son premier championnat de l'histoire du club.

## Palmarès

### Palmarès national
- Championnat du Gabon : 1
  - Champion : 2018-19